# Juranville
 Juranville  es una población y comuna francesa, situada en la región de Centro, departamento de Loiret, en el distrito de Pithiviers y cantón de Beaune-la-Rolande.

## Demografía
| 394 | 381 | 350 | 334 | 373 | 403 |
| Para los censos de 1962 a 1999 la población legal corresponde a la población sin duplicidades (Fuente: INSEE [Consultar]) |     |     |     |     |     |